# Katherine Jenkins
Katherine Jenkins (ur. 29 czerwca 1980 w Neath, Walia) – walijska wokalistka (mezzosopran) wykonująca repertuar zarówno klasyczny, jak i nawiązujący do muzyki popularnej. Na swoich albumach zamieszcza arie, przeboje pop, hymny i lekkie utwory muzyki poważnej.

## Dyskografia

### Single
- 2005: Time to Say Goodbye
- 2006: Green Green Grass of Home
- 2007: Other Side
- 2009: Bring Me to Life

### Albumy
- 2004: Premiere
- 2004: Second Nature
- 2005: La Diva
- 2005: Living a Dream
- 2006: Serenade
- 2007: Rejoice
- 2008: Sacred Arias
- 2009: Serenade - Deluxe Edition
- 2009: Believe
- 2009: The Ultimate Collection
- 2011: Daydream